# Arthur Rohmer
Friedrich Arthur Rohmer (* 15. September 1830; † 8. November 1898 in Berlin) war ein deutscher Architekt und Bauunternehmer. Er trug den Titel eines Berliner Ratsmaurermeisters und war auf den Bau von Brauereianlagen spezialisiert.

## Bauwerke nach Rohmers Plänen in Berlin (Auswahl)

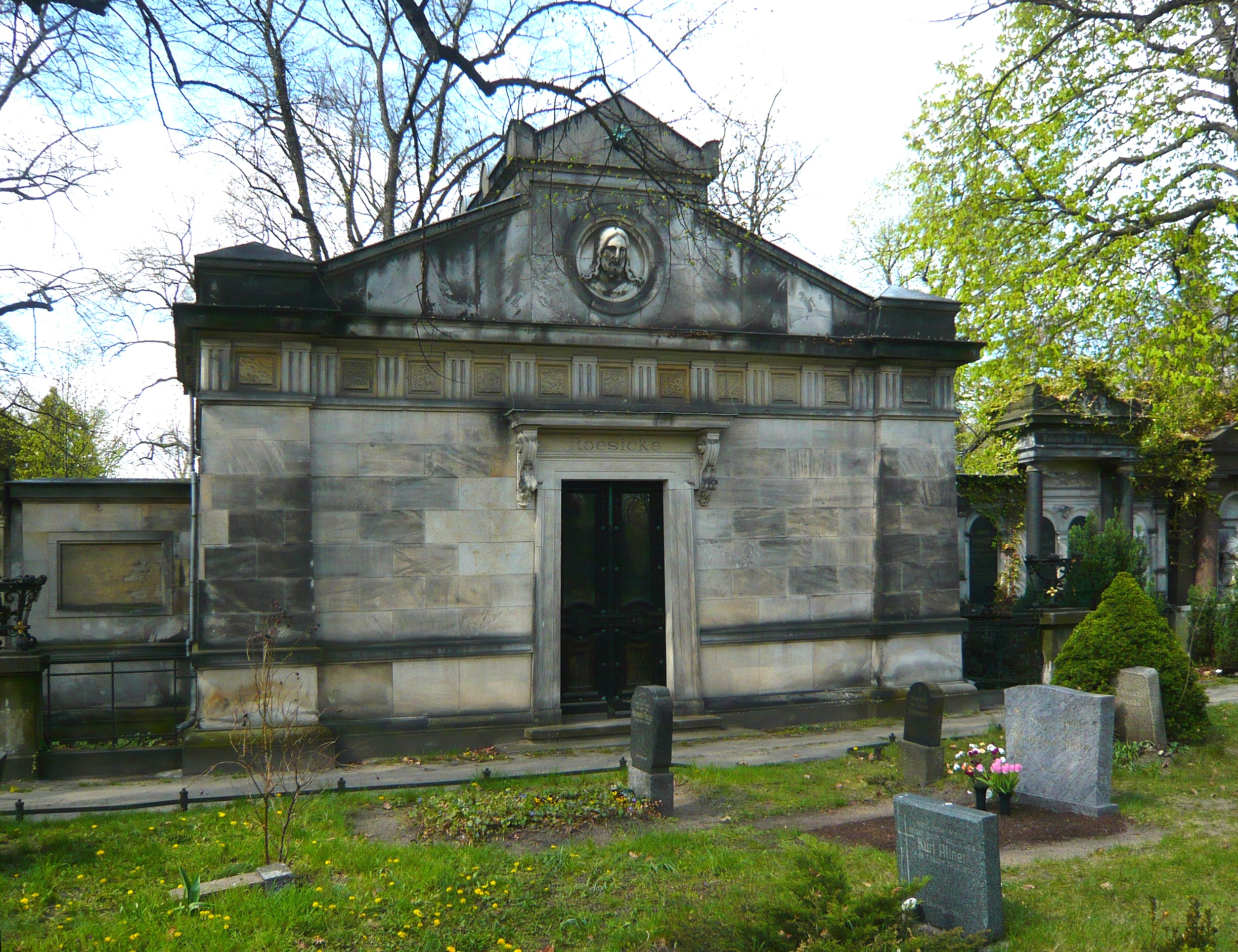
Mausoleum der Familie Roesicke auf dem St.-Petri-Luisenstadt-Kirchhof in Berlin-Friedrichshain

Nach seinen Plänen entstanden 1874 die Mälzerei der Schultheiss-Brauerei in Pankow, zwischen 1877 und 1886 die Patzenhofer Brauerei auf der Friedrichshöhe und 1893–1894 die Kindl-Festsäle in Neukölln, Hermannstraße 218. Rohmer war auch am Bau der Schultheiss-Brauerei und der Brauerei Pfefferberg (Prenzlauer Berg) beteiligt. Schließlich errichtete er nach einem Entwurf von Franz Schwechten das neoklassizistische Mausoleum für die Familie Roesicke auf dem Berliner St.-Petri-Friedhof – der Kaufmann Adolf Roesicke (1817–1886) war langjähriger Eigentümer der Schultheiß-Brauerei.

## Mausoleum der Familie Rohmer
Auch das Mausoleum für seine eigene Familie auf dem Friedhof IV der Gemeinde Jerusalems- und Neue Kirche in Berlin-Kreuzberg entstand 1895 vermutlich nach eigenem Entwurf Rohmers. Es ist nicht nur einer der größten und aufwändigsten bürgerlichen Grabbauten auf Berliner Friedhöfen, sondern auch einer der am besten erhaltenen. Die antikisierende Grabkapelle aus Ziegelmauerwerk und Sandstein – 8,30 Meter hoch und 7,30 Meter breit – bildete gemeinsam mit dem Mausoleum der Familie des Feinkosthändlers August Friedrich Wilhelm Borchardt (1826–1896) und dem inzwischen abgetragenen Mausoleum Heese einen repräsentativen südlichen Höhepunkt des Haupterschließungswegs auf diesem Friedhof. Das Gebäude wird an drei Seiten von einem schmiedeeisernen Gitterzaun eingefriedet: Gitterelemente aus Kreuzen variieren mit solchen aus Palmetten, die über dem Handlauf in Mohnkapseln enden. Ebenso kunstvoll ist der Gitterschmuck der zweiflügeligen Eisentür des Eingangsportals zum Mausoleum gestaltet, der noch Reste einer einstigen Vergoldung aufweist. Im Kapellenraum erstrahlt als Hauptschmuck an der Rückwand ein farbiges Glasmosaik, das die Personifikation der drei christlichen Kardinaltugenden zeigt und wohl nach einer Vorlage des Malers Paul Mohn durch die Werkstatt Puhl & Wagner in Rixdorf ausgeführt wurde.

## Bauten von Rohmer

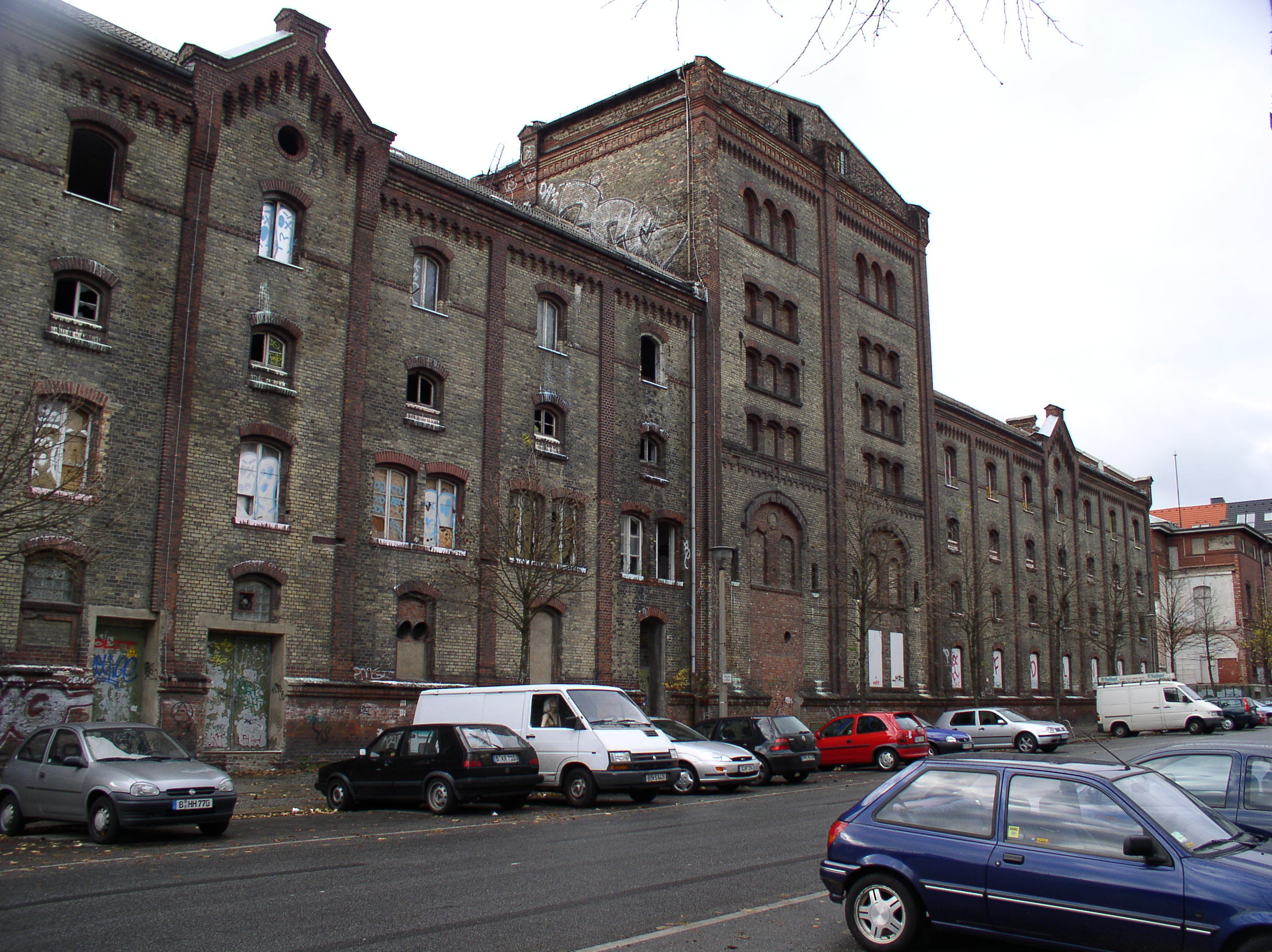
Aktienbrauerei Friedrichshöhe, vorm. Patzenhofer, Landsberger Allee 54, Richard-Sorge-Straße
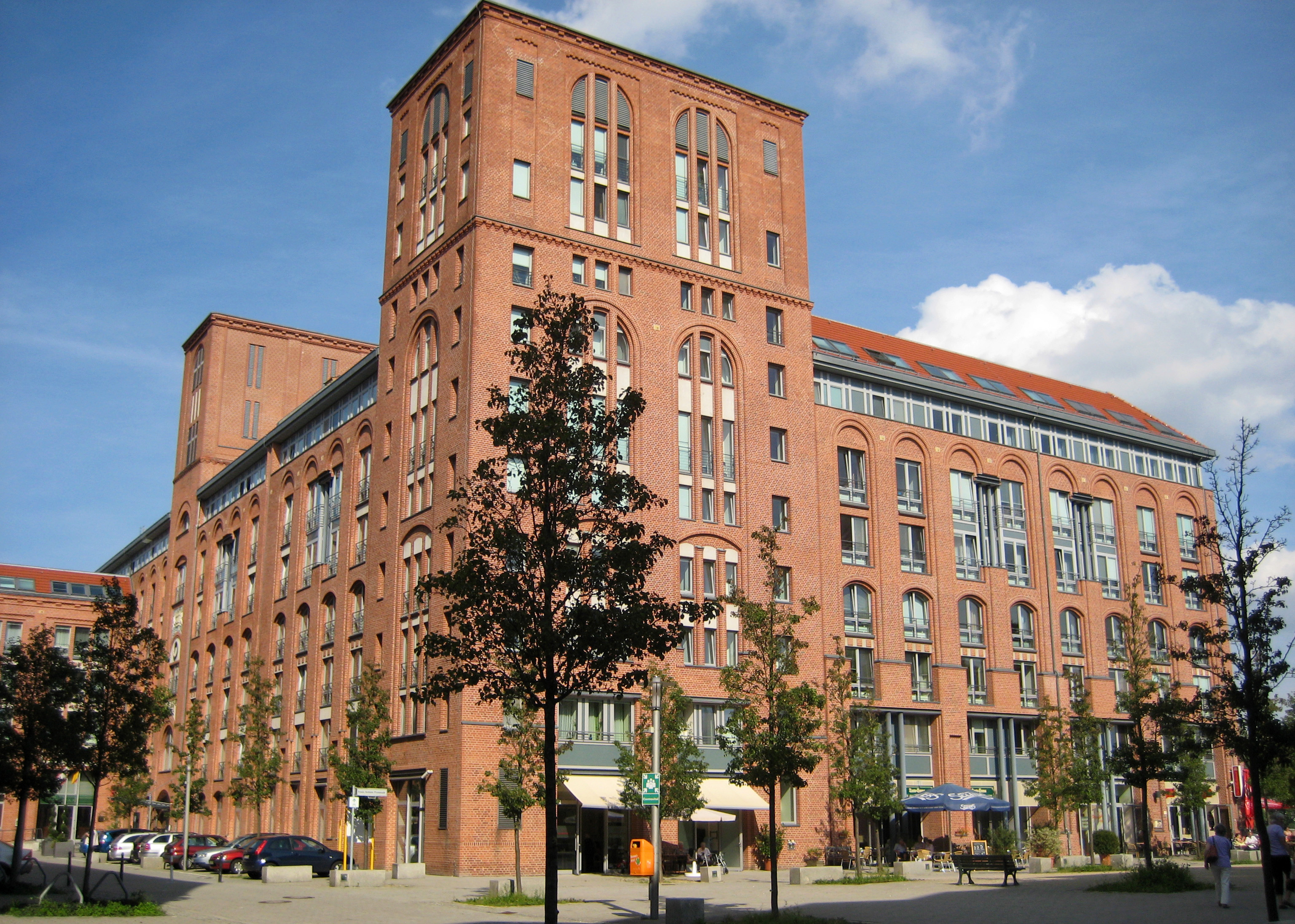
Schultheiß-Patzenhofer-Brauerei
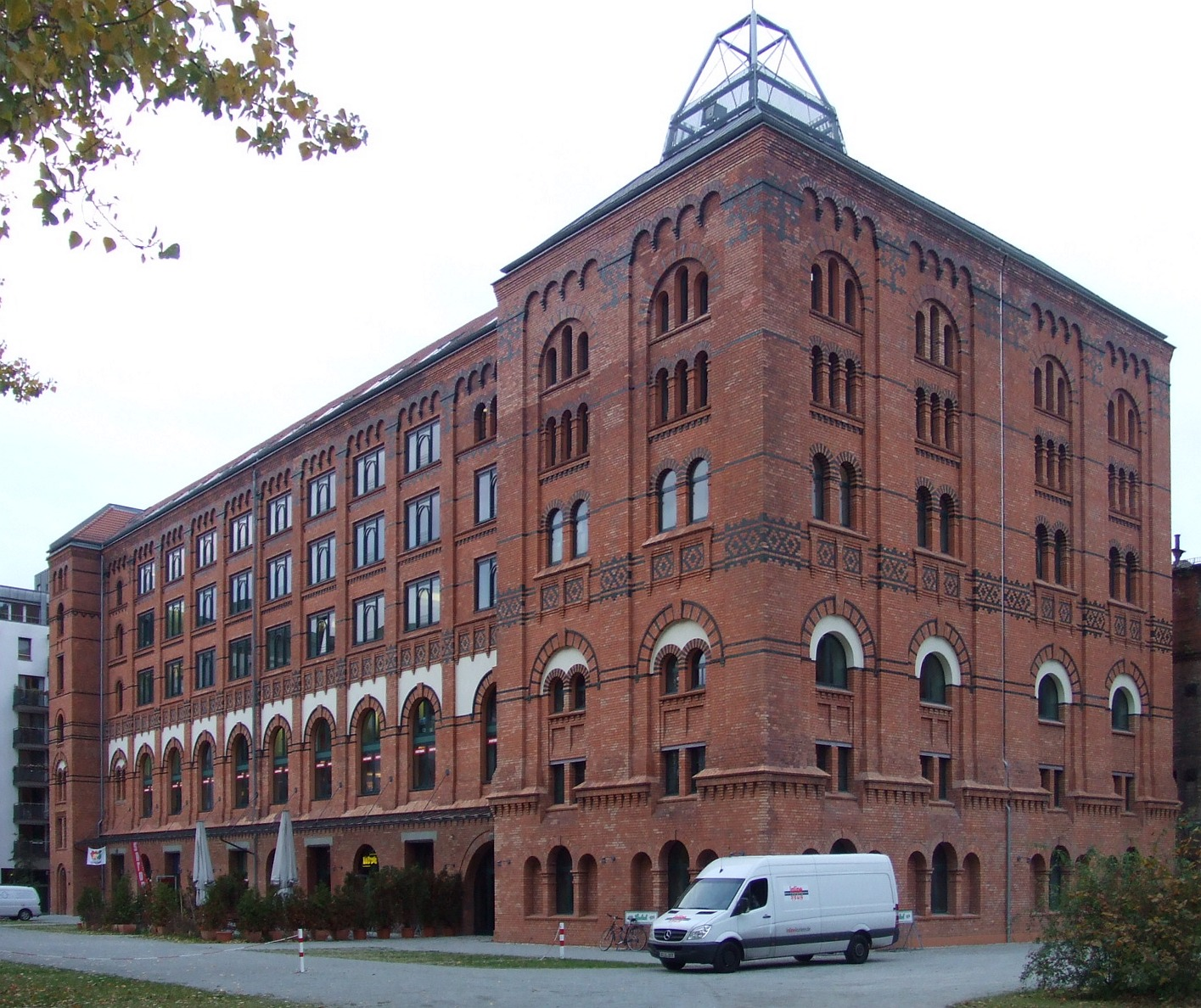
Böhmisches Brauhaus, Mechanisch-pneumatische Mälzerei, Friedenstraße 89–93, Landsberger Allee 32
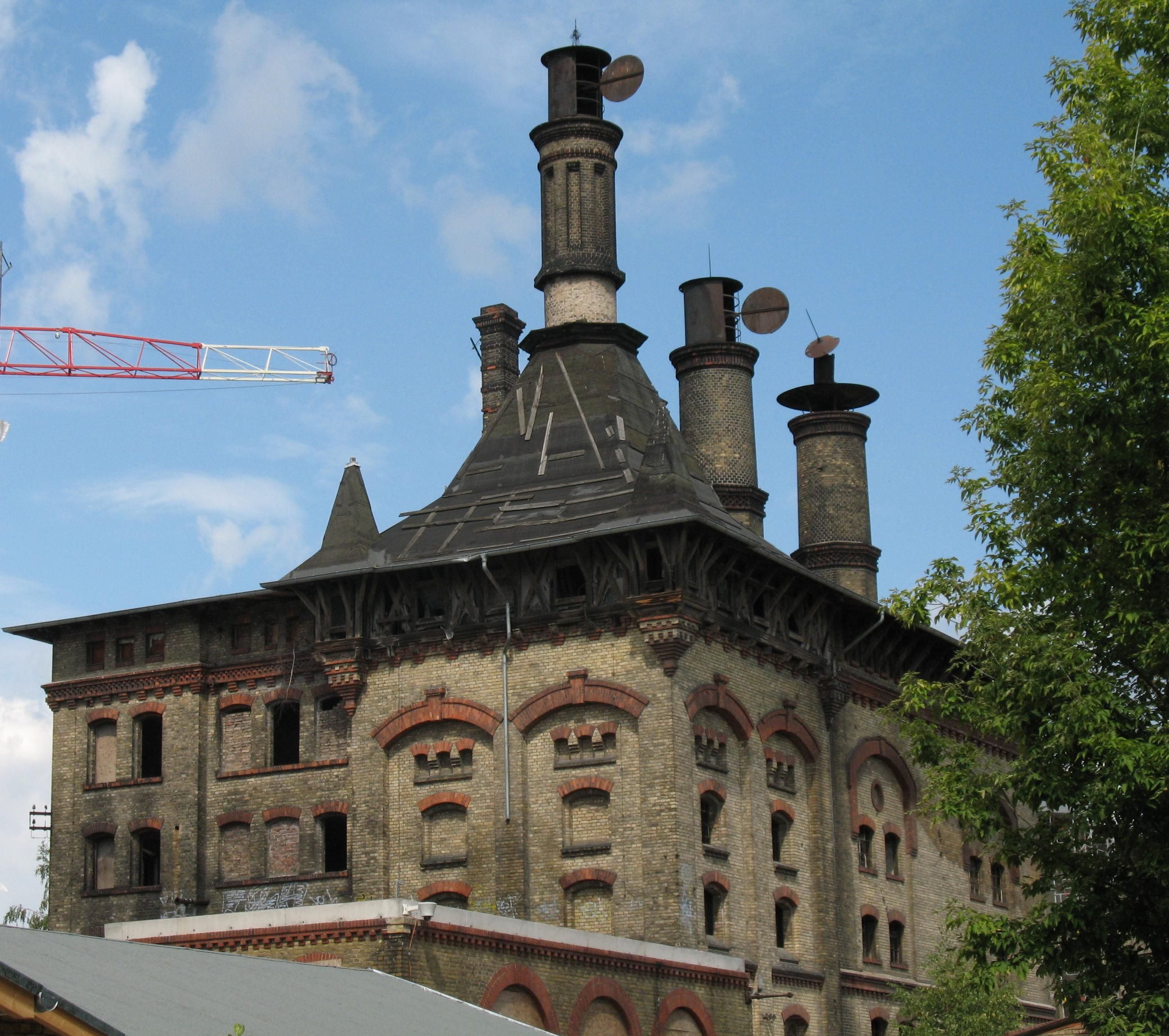
Alte Mälzerei in Berlin-Pankow, Deutschland (zwischen Neue Schönholzer Str. und Mühlenstr.; 1874 für die Schultheiß-Brauerei erbaut)
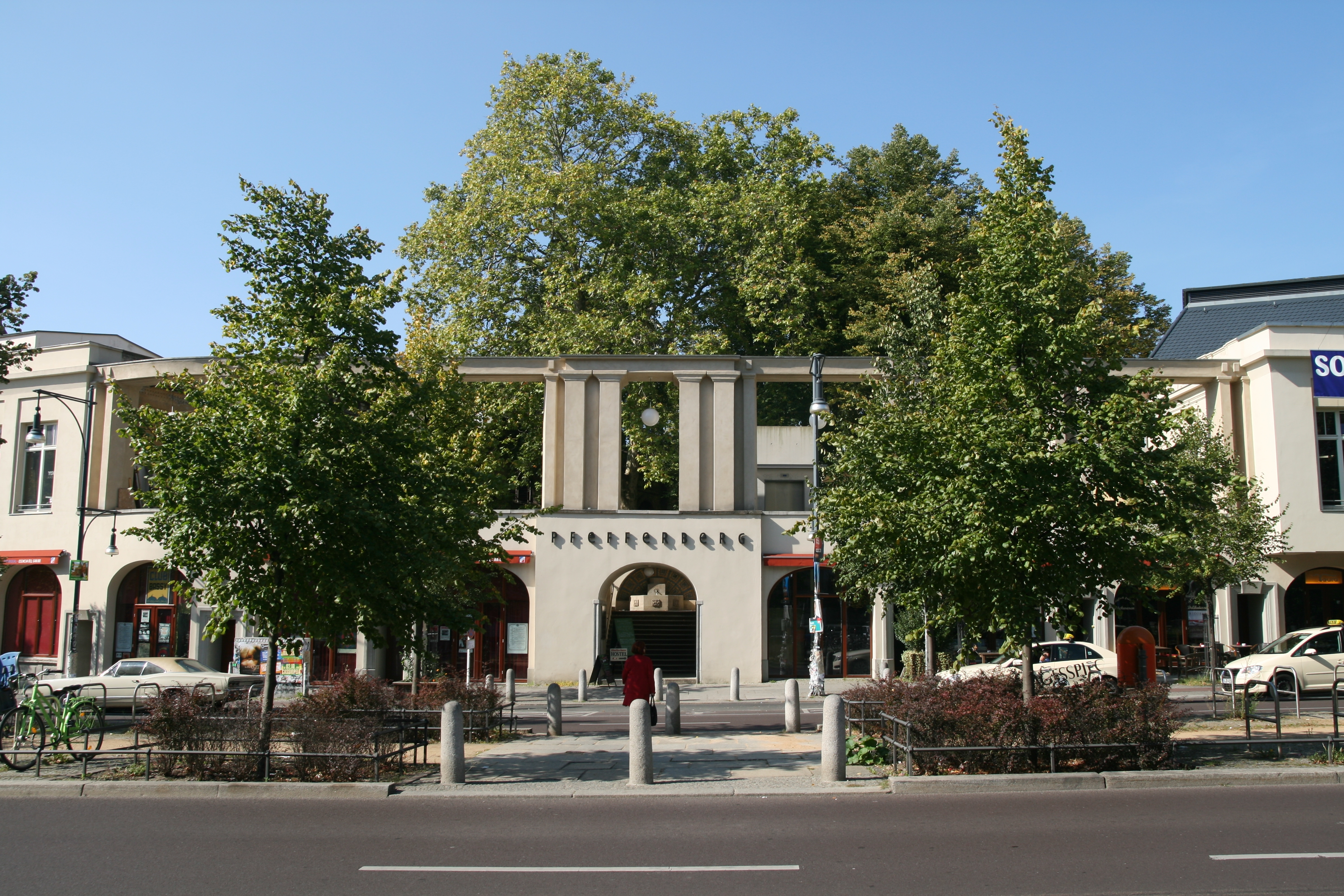
Brauerei Pfefferberg, Terrasse - Ansicht